# Monedas de Venecia

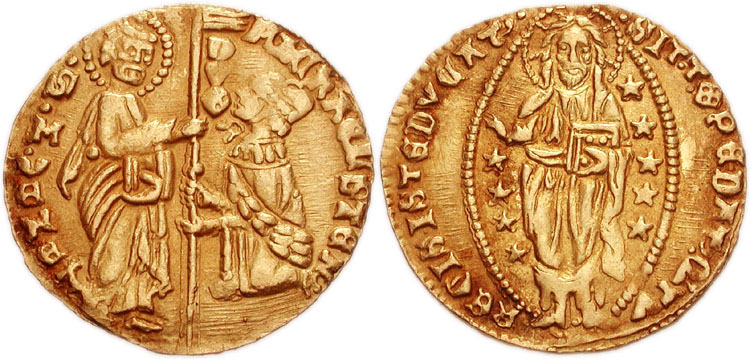
Ducado del dux Michele Steno (1400-1413).S M VENET MICAEL STEN.
A la izquierda: san Marcos, que ofrece una pancarta al Dux de Venecia.
A la derecha: Cristo parado al frente, en mandorla elíptica. Alrededor dSIT T XPE DAT Q T REGIS ISTE DVCAT

Las monedas de Venecia fueron aquellas acuñadas por la República de Venecia desde la segunda mitad del siglo XII, hasta el advenimiento del Reino de Italia en 1866. Después de esta fecha, la ceca fue disuelta en sus funciones y fue finalmente abolida en 1870.

## Historia

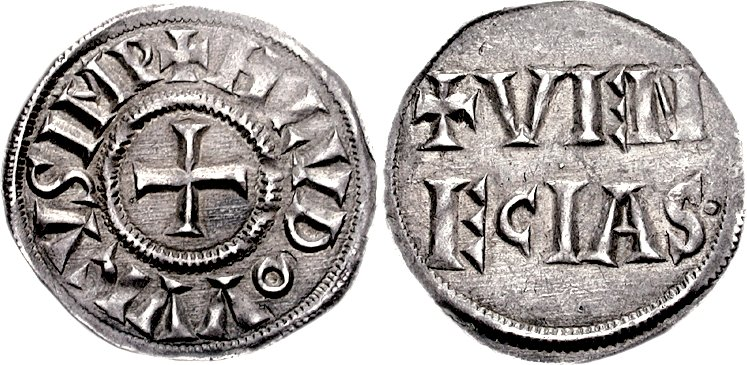
Denarios venecianos de la época de Ludovico Pío, 1,13 g. En el anverso: HLVDOVVICVS IMP alrededor de una cruz, en el reverso: VENECIAS

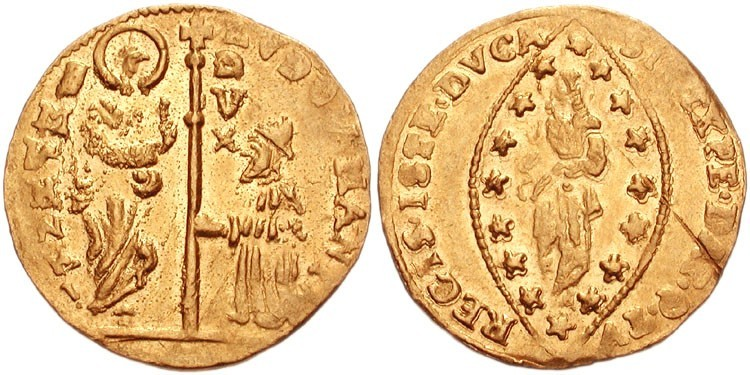
Zecchino de Ludovico Manin, último dux de Venecia. (1796)

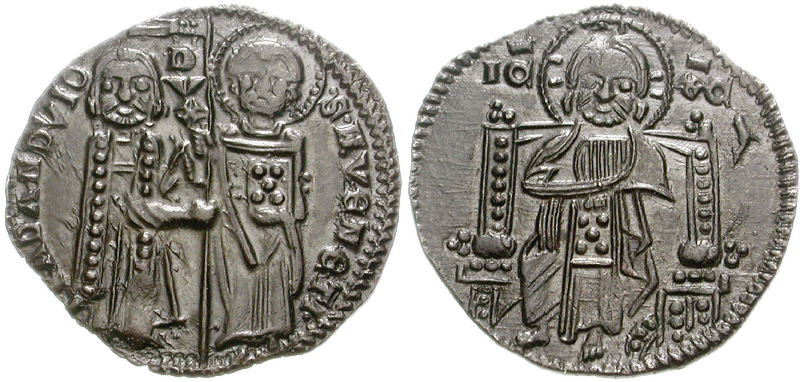
Soldo de plata de Francesco Dandolo. 1328-1339.

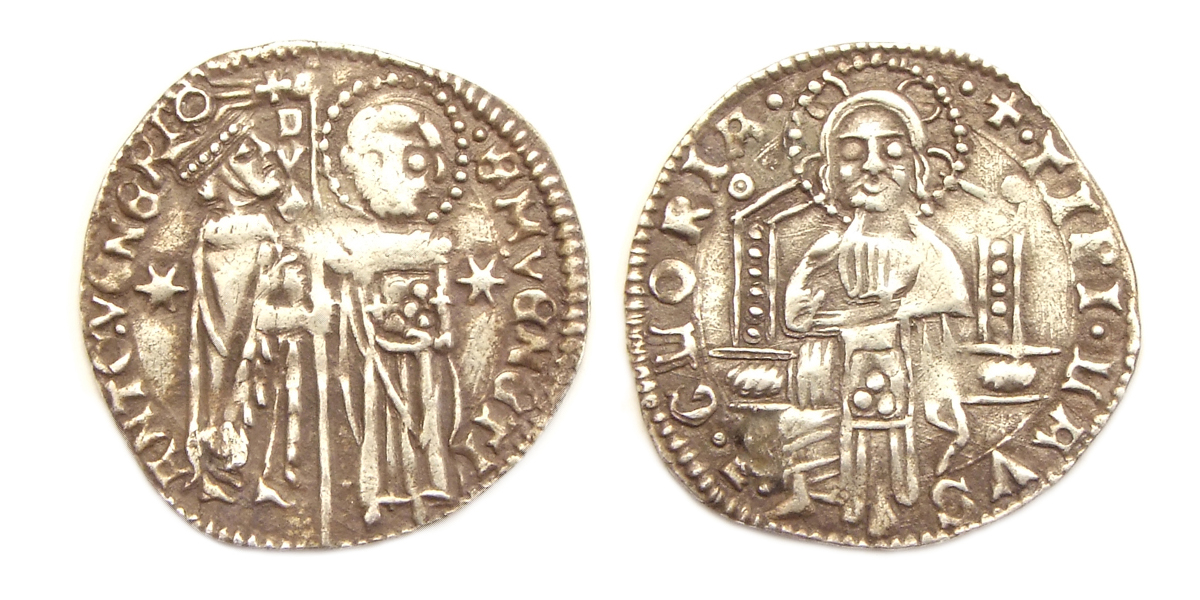
República de Venecia, 'Matapan' del dux Antonio Venier, (1382-1400).

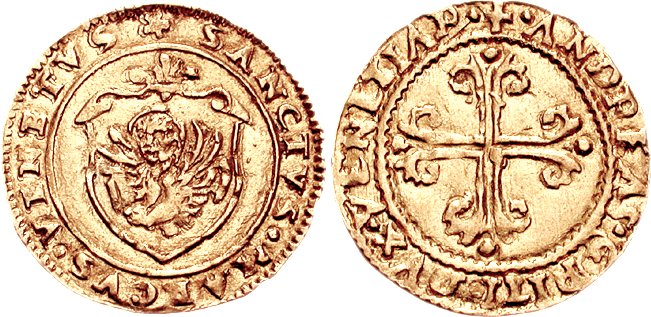
Escudo de Venecia, León de San Marcos, (1523)

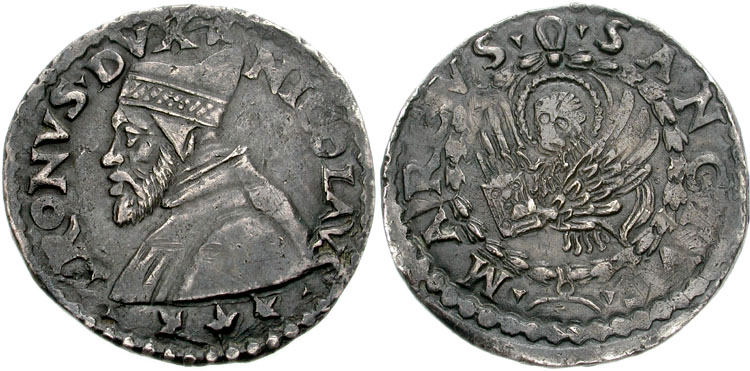
Lira veneciana o «Lira Tron» moneda de plata, (1472).

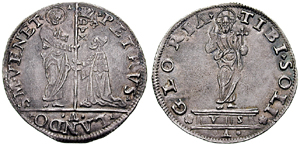
Lira Mocenigo (1541).

Aunque no hay información sobre la práctica de la acuñación de monedas en lo que fue el Ducado de Venecia —una entidad semiindependiente dentro del Imperio bizantino del que se originó la República de Venecia—, historiadores antiguos como Andrea Dandolo y Marin Sanudo mencionan que se otorgó el privilegio de acuñar moneda a Venecia por los reyes de Italia Rodolfo II de Borgoña (en 921) y Berengario II de Italia (en 950); sin embargo, es más probable que este privilegio haya sido otorgado por los emperadores bizantinos, como monedas con los nombres de Venecia y el nombre de los emperadores alemanes Ludovico Pío (814-840) y Lotario I (840-855) ya habían estado en circulación antes de las fechas mencionadas.
Desde aproximadamente 1031, hay registros de monedas acuñadas bajo el dogo Ottone Orseolo, mientras que en 1193-1202 Enrico Dandolo emitió en Venecia la moneda de plata llamada matapan, cuyo nombre fue dado en honor del promontorio griego con el mismo nombre. Independientemente del año inicial de producción, es incuestionable que aumentó la producción de matapanes justo antes del comienzo de la Cuarta Cruzada (1202-1204). Esto se debió a la necesidad de una moneda de timbre para financiar el las tropas. La estimación moderna, según la cual más de 2000 kilogramos de plata se transfirieron en nuevas monedas únicamente durante el reinado de Dandolo, da testimonio del número total que fueron acuñadas. La reforma de monedas de Enrico Dandolo condujo a la aparición del primer sistema monetario europeo de varios billetes con un tipo de cambio claro. El matapan se convirtió en la moneda de plata de más alta ley, que fue muy utilizada como moneda de comercio. Venecia tomó el lugar de uno de los centros más importantes de la acuñación de monedas de plata cuyos grosso (ducado de plata) se convirtió en el estándar para Europa y el Mediterráneo del siglo XIII. Sus imitaciones fueron acuñadas en muchos estados italianos, así como en la isla de Quíos, Bizancio y Serbia.
En 1284, en Venecia, produjeron una moneda de oro, que en peso replicaba florín florentino, con una apariencia original. En el anverso se representaba a Cristo en mandorla, un halo de óvalo que enmarca la figura de Cristo; en el reverso, de rodillas se encontraba el Dux, recibiendo de manos de San Marcos la bandera. La leyenda circular de la moneda reza: Sit tibi Christe datus, quem tu regis iste ducatus, lo que dio lugar a la aparición del nombre «ducado». Fue el tipo más común de moneda veneciana llamado también zecchino, que se mantuvo sin cambios desde la primera acuñación, en 1284, hasta la última, durante el reinado del último dux de Venecia en 1796, Ludovico Manin. Incluso las emisiones emitidas por los austriacos, en nombre del emperador Francisco II, usaron los mismos tipos.
Una gran cantidad de metales preciosos que pasaban por Venecia necesitaban ser reubicados en unidades monetarias locales. En 1332, durante el reinado del dux Francesco Dandolo (1329-1339), las dos nuevas monedas emitidas fueron el soldo o dinero de plata, y el mezzanino. El soldo, en su esencia, era el nombre italiano del chelín y por definición era igual a 12 denarios. El mezzanino a su vez equivalía a ½ grosso matapan, o 16 denarios, de acuerdo con la proporción de ese momento. En el anverso del primer mezzanino veneciano había un Dux con una pancarta con una cruz, en el reverso, el apóstol Marcos.
En 1472, como la moneda real, la lira fue acuñada por primera vez, antes de eso era una unidad contable igual a 20 chelines o soldo. La imagen del dogo sobre la moneda evocaba analogías con la monarquía y el descontento de los círculos republicanos. Después de la muerte del dogo Niccolò Tron en 1473, se suspendió la emisión de liras retrato. Con su sucesor, Pietro Mocenigo comenzó a acuñarse la lira con la imagen del dux, arrodillándose ante el apóstol Marcos. Este tipo de moneda fue emitida desde 1474 hasta 1575. Se llamaba la lira del mocenigo. Aunque la Lira Tron se acuñó únicamente durante dos años, fue esencial para la circulación de dinero en Italia, ya que se convirtió en un modelo para las monedas de plata de otros estados italianos.

## Monedas destacadas
Las monedas más importantes acuñadas por la República de Venecia fueron:
| Nombre                            | Valor                 | Valor                       | Acuñada                           | Nombre |
| --------------------------------- | --------------------- | --------------------------- | --------------------------------- | --- |
| Ducado de plata (Ducado de plata) | 1 Venetian grosso     |                             | 1202 (dux Enrico Dandolo)         | también llamado Matapan |
| Dinero de plata                   |                       |                             | 1328-1339 (dux Francesco Dandolo) | |
| Lira de plata                     | 20 soldi              | 6.52 g de plata con el 948‰ | 1472 (dux Nicolò Tron)            | llamada también Lira Tron, fue la primera lira de Italia.                                                                      |
| Cequí de plata                    |                       |                             | siglo XII)                        | |
| Ducado de oro o Cequí de oro      | 1 Florín de Florencia |                             | 1284 (dux Giovanni Dandolo)       | Desde el mandato de Francesco Venier (1554–1559) empezó a llamarse zecchino (cequí). La acuñación era casi de oro puro (997‰). |

La acuñación se llevó a cabo en la Casa de la Moneda de Venecia, y esta actividad estaba vigilada desde el siglo XIII estrictamente por el consejo de la Quarantia, con reuniones para la orientación económica - financiera y la Suprema Corte.